# Caitlyn Jenner
Caitlyn Marie Jenner (született William Bruce Jenner; 1949. október 28. –) amerikai médiaszemélyiség, olimpiai aranyérmes tízpróbázó.
Jenner a Graceland Yellowjackets csapatában játszott egyetemi futballt, mielőtt térdsérülést szenvedett és megműtötték. Az olimpiai tízpróbázó Jack Parker edzője, L. D. Weldon meggyőzte, hogy próbálja ki a tízpróbát, Jenner hatéves tízpróbás karriert futott be, amelynek csúcspontja az 1976-os montreali nyári olimpiai játékok férfi tízpróbájának megnyerése volt, egymás után harmadszor is világrekordot állított fel, és "amerikai hősként" szerzett hírnevet. A nem hivatalosan "világ legnagyobb sportolója" címet kapott Jenner karriert futott be a televízióban, a filmiparban, az írásban, az autóversenyzésben, az üzleti életben és a Playgirl címlapmodelljeként is.
Jennernek hat gyermeke van három egymást követő feleségétől - Christie Crownover, Linda Thompson és Kris Jenner. 2007-től 2021-ig szerepelt a Keeping up with the Kardashians című valóságshow-sorozatban Kris, lányaik, Kendall és Kylie Jenner, valamint Kris másik gyermeke, Kourtney, Kim, Khloé és Rob Kardashian mellett.
Jenner 2015 áprilisában vállalta fel nyilvánosan, hogy transz nő, új nevét pedig júliusban jelentette be.
A Republikánus Párt tagjaként pótjelöltként indult a 2021-es kaliforniai kormányzóválasztáson.

## Élete
Jenner 1949. október 28-án született a New York-i Mount Kisco-ban, William Bruce Jenner néven, és 2015 júniusáig Bruce néven volt ismert. Szülei Esther Ruth (születési nevén McGuire) és William Hugh Jenner, aki a kanadai New Brunswickból származó arborista volt. Angol, skót, ír, holland és walesi származású. Öccse, Burt 1976. november 30-án, nem sokkal Jenner olimpiai sikere után autóbalesetben életét vesztette a connecticuti Cantonban. Gyermekkorában Jennert diszlexiával diagnosztizálták.
Jenner 1973-ban végzett a Graceland College-ban testnevelés szakon. 1990-ben rövid szerepe volt a Légió mindhalálig című paródiafilmben.

## Magánélete
Nemi átalakulása előtt Jenner háromszor volt házas, először Chrystie Scott-tal 1972 és 1981 között. Két gyermekük van, egy fiú, Burt és egy lány, Cassandra "Casey" Marino. Jenner és Scott válását 1981 január első hetében véglegesítették.
1981. január 5-én Jenner feleségül vette Linda Thompson színésznőt Hawaiin. Két közös fiuk van, Brandon és Brody. 1986 februárjára Jenner és Thompson szakítottak, majd elváltak. Fiaik később a The Princes of Malibu című valóságshow-ban szerepeltek, Brody pedig a The Hills című valóságshow-ban tűnt fel.
1991. április 21-én Jenner öt hónapnyi együtt járás után feleségül vette Kris Kardashiant. Két lányuk van, Kendall és Kylie. Miközben házas volt, Jenner mostohaszülője volt Kris előző házasságából származó gyermekeinek - Kourtney-nak, Kimnek, Khloénak és Robertnek is, akik a Keeping Up with the Kardashians című sorozat főszereplői. A pár 2013 júniusában vált el, de a szakítást csak négy hónappal később, októberben jelentették be nyilvánosan. Kris 2014 szeptemberében adta be a válókeresetet, kibékíthetetlen ellentétekre hivatkozva. A válási feltételeket 2014 decemberében véglegesítették, és 2015. március 23-án léptek hatályba, ahogyan azt az állami törvényi szabályozás előírta, amely a bejelentést követő hat hónapos haladékot írja elő.